# Gajdowe
Gajdowe – przysiółek wsi Jemielnica w Polsce, położony w województwie opolskim, w powiecie strzeleckim, w gminie Jemielnica.
W latach 1975–1998 przysiółek należał administracyjnie do ówczesnego województwa opolskiego.